# Movimento italiano Alto Adige
Il Movimento Italiano per l'Alto Adige, siglato MiA conosciuto  anche come Movimento Italiano Adige oppure Movimento italiano Alto Adige, fu un'organizzazione terrorista che compì vari attentati in Alto Adige tra il 1967 ed il 1988

## Ideali ed attentati
Il Movimento nacque sulle ceneri di varie organizzazioni nazionaliste italiane che volevano l'Alto Adige unito all'Italia, le quali propugnavano la difesa dei cittadini italiani in Alto Adige contro il separatismo tirolese che metteva in discussione l'unità d'Italia. I sostenitori della difesa dell'italinità dell'Alto Adige, avevano una composizione trasversale, poiché aderirono tutti coloro che difendevano l'unità d'Italia, dai repubblicani italiani antifascisti, i quali governavano l'Italia con la coalizione di centro sinistra, fino ai membri del Movimento Sociale Italiano che rappresentavano la destra neofascista e monarchica, e che pur essendo avversari del governo repubblicano italiano di centro sinistra, difendevano comunque l'unità dello Stato Italiano. I membri di questa banda armata scelsero di firmarsi con la sigla della Giovane Italia per compiere vendette e ritorsioni contro i separatisti sudtirolesi, ed usarono questa sigla nella notte del 23 settembre del 1963, per compiere attentati a Vienna nella capitale austriaca , dove fecero un attentato dinamitardo contro il monumento dell'Armata Rossa, danneggiandolo gravemente, e nella cittadina di Ebensee dove piazzarono ordigni esplosivi alle saline cittadine, alla funivia del Feuerkogel e al "Monumento dei leoni" ("Löwendenkmal"), che era un simbolo legato al passato passato imperiale asburgico, danneggiandoli seriamente e provocando la morte di un gendarme austriaco insieme al ferimento di quattro persone, ed i membri della Giovane Italia dichiararono che se ci fossero stati altri attentati in Italia avrebbero risposto con estrema violenza. Dopo diversi anni dagli attentati della Giovane Italia, alcuni nazionalisti italiani ripresero a organizzare azioni violente contro i separatisti tirolesi, e nel 1978 fece la comparsa la Brigata Italiana Cesare Battisti che compì alcuni attentati di natura esplosiva contro obbiettivi tirolesi dell'Alto Adige e contro sedi ed associazioni linguistiche tedesche, poi nel 1979 alcuni estremisti italiani fondarono il Movimento Italiano per l'Alto Adige, che dal 1979 compì altri attentati insieme ad un'altra organizzazione armata filo-italiana e cioè l'Associazione Protezione Italiani, esordendo  in un'azione congiunta di avvelenamento di mele presenti nei frutteti tra Terlano e Lana, che erano di proprietà degli agrari tirolesi finanziatori dei separatisti sudtirolesi, lasciando dei volantini in cui si chiede allo Stato italiano ed alla borghesia tedesca del Tirolo i soldi per la ricostruzione dei monumenti italiani distrutti dagli attentati dei separatisti tirolesi; seguirono poi altre minacce alla borghesia tirolese nei giorni successivi. Seguirono numerose altre azioni più violente, come l'attentato del 30 ottobre 1979 contro l'albergo Posta del sindaco di Brunico, il quale era un noto sostenitore dell'indipendentismo tirolese, e come quello della notte del 4 dicembre del 1979, in cui il Movimento posiziona sette cariche esplosive ad alto potenziale che provocano danni ingenti ad un albergo di Egna gestito da un sudtirolese separatista, ed a sette funivie sciistiche della Provincia di Bolzano gestite da separatisti tirolesi, poiché il Movimento vuole mettere in crisi il turismo altoatesino che è gestito in maggioranza dai tedeschi dell'Alto Adige, e nei volantini di rivendicazione chiede che i soldi del "pacchetto" vengano usati per i terremotati del Belice. Dopo due anni di inattività, seguirono nel 1981 due attentati compiuti dal Movimento prima tra Bressanone e Bolzano e poi tra Terlano e Bolzano, compiuti tra il 24 gennaio ed il 24 febbraio, in cui i terroristi italiani del Movimento fanno deflagrare alcuni esplosivi che deformano i binari delle ferrovie che collegano le località di Bressanone e Terlano al capoluogo Bolzano: queste azioni, oltre a provocare danni ingenti, dimostrano che il Movimento Italiano Alto Adige ha una notevole potenza militare e può rispondere in maniera energica agli attentati compiuti da gruppi indipendentisti di lingua tedesca (in particolare Ein Tirol); i volantini lasciati nei pressi degli attentati lanciano un appello per la difesa degli italiani in Alto Adige; seguirono altri attentati ai monumenti tirolesi il 24 ottobre del 1981, tra cui quello che danneggia le statua di Andreas Hofer. Nel 1987 in risposta di alcuni attentati del gruppo separatista tedesco Ein Tirol, il Movimento Italiano Alto Adige decide di compiere alcuni attentati contro aziende ed istituzioni di lingua tedesca, facendo anche alcuni feriti tra gli studenti del liceo tedesco di Bolzano che viene danneggiato seriamente; mentre nel 1988 il Movimento Italiano Alto Adige compie un attentato nei pressi di una condotta dell'acqua in cui, oltre a creare ingenti danni alla borghesia agricola tedesca, vengono lasciati volantini di minacce contro i tirolesi di lingua tedesca, e dopo questo ultimo attentato il gruppo decide di rimanere inattivo.  
La magistratura bolzanina ipotizzò che l'organizzazione segreta Gladio avrebbe utilizzato la sigla per i suoi scopi nell'ambito della "strategia della tensione".

## Differenze tra il MIA e l'API
Il Movimento Italiano Alto Adige compì numerosi attentati contro i separatisti tirolesi, alcuni dei quali insieme all'Associazione Protezione Italiani, avendo però delle differenze ideologiche ed obbiettivi diseguali da quest'ultima, poiché il Movimento Italiano Alto Adige chiedeva l'espulsione in massa dei separatisti sudtirolesi che avessero compiuto anche solo proteste minime, per creare un Alto Adige italiano anche in senso linguistico e culturale, e per il Movimento Italiano andavano accettati solo i tirolesi di lingua tedesca che rispettavano l'italianità del territorio nella lingua e nei costumi, mentre l'Associazione Protezione Italiani voleva una solamente una maggiore tutela dei cittadini italiani nei territori altoatesini senza però fare proclami razzisti contro i tedeschi dell'Alto Adige. Inoltre il Movimento Italiano Alto Adige nei volantini di rivendicazione aveva un programma economico trasversale rivolto a tutti i ceti sociali della popolazione italiana, mentre l'Associazione Protezione Italiani si rivolgeva soprattutto al proletariato italiano presente nel territorio, poiché secondo le tesi dell'Associazione i veri discriminati del pacchetto dell'Alto Adige erano i ceti popolari di lingua italiana.